# Scoparia helenensis
Scoparia helenensis là một loài bướm đêm trong họ Crambidae.